# Железняк Яків Ілліч
Я́ків Іллі́ч Железня́к (*10 квітня 1941, Одеса) — український стрілець, олімпійський чемпіон, Заслужений майстер  спорту СРСР.
Чемпіон мюнхенської  Олімпіади у вправі стрільба по кабану, що біжить, на дистанції 50 метрів.

## Біографія
Яків Ілліч  Железняк народився в Одесі 10 квітня 1941 року. Закінчив Одеський машинобудівний технікум та Одеський державний педагогічний інститут ім. Ушинського.
Почав активно займатися спортом з 9 років завдяки матері, яка з усіх сила намагалася замінити йому загиблого на війні батька. З усіх видів спорту він вибрав футбол, бокс та стрілянину. Стрільбою захопився в 14 років під час навчання в Одеському машинобудівному технікумі, де вів стрілецьку секцію військкерівник Михайло Григорович Буймовіч. Тренувався в Одесі, в спортивному товаристві «Динамо». 
Боксом і стріляниною Железняк кілька років займався паралельно і показував непогані результати. Однак, його тренер зі стрільби Антон Артемович Дмитренко поставив питання про остаточний вибір виду спорту і Яків Ілліч вибрав стрільбу. За порадою тренера з 1963 року почав виступати за спортивне товариство «Динамо» (Одеса).
У 1967 році радянське керівництво відмовило у виїзді на чемпіонат світу в Італії у зв'язку з військовими діями в Ізраїлі, після чого спортсмен на знак протесту вирішив залишити професійний спорт. Однак, він змінив своє рішення в 1969 році, коли стало відомо про те, що в програму Олімпійських ігор повернутий такий вид стрільби, як «олень, що біжить».
З 1976 року працював старшим тренером збірної СРСР, в даний час консультує українських стрільців та їх тренерів, перебуваючи в постійному контакті з головним тренером збірної України Анатолієм Куксом.
Військовослужбовець. В 1987 році у званні майора звільнений у запас.

## Нагороди
- Орден «Знак Пошани»

- Заслужений майстер спорту СРСР

## Спортивні досягнення
- Чемпіон Олімпійських ігор в Мюнхені у стрільбі по мішені «кабан, що біжить» (569 очок — МОР)
- 6-разовий чемпіон світу (1966, 1973, 1974, 1975 у командному заліку)
- 6-разовий чемпіон Європи (1965, 1973 в особистих і командних заліках)
- 23-кратний чемпіон СРСР (1964-1967, 1971-1977)
- 9-разовий рекордсмен світу і Європи
- 15-разовий рекордсмен СРСР в особистому та командному заліках